# Capparis laotica
Capparis laotica là một loài thực vật có hoa trong họ Capparaceae. Loài này được Gagnep. mô tả khoa học đầu tiên năm 1908.